# يوهان أوقست آرنز
يوهان أوقست آرنز (بالألمانية: Johann August Arens)‏ هو مهندس معماري ألماني، ولد في 10 فبراير 1757 في هامبورغ في ألمانيا، وتوفي في 18 أغسطس 1806 في بيزا في إيطاليا.